# Suho polje, Štalenska gora
Suho polje (nemško Dürnfeld) je naselje v občini Štalenska gora v okraju Celovec-dežela na Koroškem v Avstriji.

## Geografska umeščenost v prostor
Zaselek Suho polje se nahaja severno-zahodno od Timenice oz. od zaselka Ličje na vzpetini na severnem robu osrednjega Celovškega polja že na vznožju Štalenske gore na poti v Otmanje. 

## Zgodovina
Zaselka Suho polje in Ličje sta geografsko tesno povezani. Imena teh dveh zaselkov so nenavadno nasprotna. Krajevno ime Ličje (nem. Leibnitz) opozarja, da so se prvi naseljenci naselili ob potoku, ki pa že nekaj časa ne teče več. V Suhem polju pa je vode očitno primanjkovalo že v prejšnjih stoletjih. Zato je logično, da se je zanimivo ime kmetije „Wasserleiter“ (vodnik za vodo, vodnik vode), ki se nanaša na nekoga, ki umetno namaka travnike, pojavilo prav tam.
V Suhem polju so od 16. stoletja dalje stale tri koče. Ker ni srednjeveških dokazov o naselitvi, so bila ta posestva morda ustanovljena šele v zgodnjem novem veku. To je mogoče jasno dokumentirati za Nušejevo kočo.  Leta 1683 je bilo namreč ločeno od Zikulnig/Cikulnikove hube v Ličju, ki je bilo že zdavnaj vključeno v p.d. Sonnhof. Njegov prvi lastnik je bil Dionizij Sucher, ki se ga še danes spominjamo po njegovem hišnem imenu (Nusche > Nuše = slovensko narečno za Dionizij), njegov priimek pa je prav tako povezan s krajevnim imenom (Sucher < slovensko »suh«/Suho polje).
Suho polje je bilo do izgradnje sodobnih asfaltiranih cest pomembno križišče. Zato je p.d. Nuše bilo zato stoletja povezano z gostilno, vendar le-ta že pred letom 1914 ni več delovala. 

## Krajevno ime
Suho polje, nem. Dürnfeld, je tako zapisano v popisu koroških utrakvističnih šol Rudolfa Vouka (Celovec 1980).
Normirano je v Enciklopediji slovenske kulturne zgodovine na Koroškem prav zaradi nejasnosti v Zdovčevem seznamu (glej spodaj).
V nemško-slovenskem seznamu krajevnih imen Pavla Zdovca je zapisano za nemško Dürnfeld > Dürnfeld, Niče. V slovensko-nemškem seznamu je pri Pavlu Zdovcu zapisano  Dürnfeld (pri Timenici), nem.; v kraj. pogov. rabi (navadno) Niče (kar je pravzaprav em. Leibnitz, sosednji kraj;

## Cerkvena ureditev
Vas Suho polje pripada dvojezični dekaniji Tinje, ki je bila do leta 1938 slovenska (razen Otmanj, ki so bile dvojezične, nemško-slovenske) ter je sedaj uradno dvojezična, medtem ko je župnija Timenica, kateri pripada Suho polje, uradno le še nemška. 

## Narečje
Nemščina je prisotna v obliki osrednje-koroškega nemškega narečja.
Zgodovinsko domače slovensko narečje je bila poljanščina Celovškega polja, kot je bilo zapisano v sosednji vasi Zapuže leta v doktorski disertaciji Katje Sturm-Schnabl leta 1973 ter terminološko opredeljeno kot takšno šele v okviru znanstveno raziskovalnega dela Bojana-Ilije Schnabl ob pripravah za Enciklopedije slovenske kulturne zgodovine na Koroškem (2010 oz.  2016). O postopni germanizaciji področja je zapisano pričevanje duhovnika Pavla Zablatnika v Enciklopediji slovenske kulturne zgodovine na Koroškem  za časa njegovega delovanja v sosednji župniji Otmanje med letoma 1971 in 1962. Zapisano je: »V pogovoru z avtorjem o njegovem delu v župniji Otmanje, ki je bila edina župnija v dekaniji Tinje, ki je bila v medvojnem obdobju vodena dvojezično v nemščini in slovenščini (druge so bile slovenske), po vojni pa je bila vodena v nemščini, je poročal, da so se mu starejše ženske v župniji pod varstvom zaupnosti spovedovale v slovenščini. Tudi to je izjemen pokazatelj jezikovno-sociološkega razvoja slovenščine v župniji in v politični občini Štalenska gora.« 

## Ledinska imena
Ledinska imena so bila na osnovi občinske zgodovine  občinski Štalenske gore Wilhelma Wadla znanstveno nekoliko poglobljene za celotno Celovško polje v okviru znanstveno raziskovanega dela Enciklopedije slovenske kulturne zgodovine na Koroškem od Bojana-Ilija Schnabla. Važen uradni vir predstavlja tudi Franciscejski kataster, ki so objavljeni na spletu dežele Koroške. Zgodovinski fonetski zapisi predstavljajo slovensko narečno obliko, v kolikor so le-to uradniki češkega porekla razumeli. 
V Suhem polju oz. v Ličju in bližnji okolici najdemo v smeri ure s  začenši s severa sledeča ledinska imena:
- Vogra[15]) (sever)
- Buaza[16]) (sever)
- Bernza (Brnca)[17]) (severo-vzhod)
- Na Stuki[18]) (severo-vzhod)
- schuriano Kogel (Šurjanov kogel)[19]) (jugo)
- per schurian Kogel (Pri Šurjanovem koglu)[20] (jug)
- Dulla (dole/spodaj < duala)[21] (jugo-vzhod)
- Krameta[22] (jugo-vzhod)
- Humerlaken[23] (severo-vzhod)[24]

## Hišna imena
Wadl navaja sledeča hišna imena:
- p.d. Nuše(j), Nušejeva koča (> nem. Nuschekeusche);
- p.d. Cikulnik, Cikulnikova huba (> nem. Zikulnig, Zikulnighube);
- Šimon (> nem. Schimonbauer, danes Sonnhof).[25][26][27]